# Nidicola jaegeri
Nidicola jaegeri är en insektsart som beskrevs av Peet 1979. Nidicola jaegeri ingår i släktet Nidicola och familjen näbbskinnbaggar. Inga underarter finns listade i Catalogue of Life.